# Hippolyte Bayard
Pour les articles homonymes, voir Bayard.
Hippolyte Bayard né à Breteuil-sur-Noye le 20 janvier 1801 et mort à Nemours le 14 mai 1887 est un pionnier de la photographie et un inventeur français.

## Biographie

### Famille
Hippolyte Bayard est né le 20 janvier 1801 à Breteuil-sur-Noye (Oise) d'Emmanuel Bayard, juge de paix et propriétaire (Breteuil-sur-Noye, 9 décembre 1756 - Breteuil-sur-Noye, 29 février 1840) et Élisabeth Adélaïde Vaconssin. Ses grands-parents paternels sont Louis Bayart, archer garde de la Connétablie de France, puis huissier, et Marie Charlotte Dutilloy.
Il quitte la Picardie pour rejoindre Paris, où il entre au ministère des Finances. Il est attiré avec son ami, Edmond Geoffroy, vers le milieu bohème de la capitale dans lequel il rencontre notamment Jules-Claude Ziegler.

### Un inventeur
Dans les années 1830 à Paris, le milieu intellectuel et artistique est agité par les fameuses expériences menées par Louis Daguerre, créateur du Diorama. Celles-ci font suite aux avancées de Nicéphore Niépce, avec qui il s'était associé en 1829 mais qui mourut subitement en 1833. En 1835, des informations commencent à circuler sur un procédé que Daguerre aurait réussi à mettre au point pour fixer l'impression lumineuse dans une camera obscura.
Comme beaucoup d'autres, Bayard, qui s'intéresse à la peinture, se lance dans l'expérimentation. La première idée de génie de cet homme méthodique consiste à consigner ses avancées dans un cahier d'essais. On peut ainsi suivre sa progression dans la maîtrise de la sensibilité, avec l'apparition de vagues formes qui se précisent d'essais en essais jusqu'à ce qu'on y reconnaisse les statues qui lui servent de modèles.
Bayard invente d'abord un procédé photographique de négatif sur papier. Puis, en mars 1839, il met au point un procédé lui permettant d'obtenir des positifs directs sur papier. L’image positive se forme par l'exposition dans la chambre noire d’une feuille de papier préalablement sensibilisée. Comme les daguerréotypes, les images obtenues par Bayard sont des pièces uniques ne pouvant être multipliées. En juillet 1839 , Bayard présente la première exposition de photographies de l'histoire. Il contribue à une opération de bienfaisance en présentant une trentaine de vues de natures mortes et d'architecture. Le Constitutionnel est enthousiaste :

« […] ce qui excite le plus vif enthousiasme, ce sont les dessins photogéniques que l’auteur, M. Bayard, intitule modestement essais, et qu’il obtient sur papier à l’aide de la chambre noire par un procédé nouveau autre que celui de M. Daguerre. Nous ne sommes point compétens pour juger le mérite intrinsèque du procédé de M. Bayard et pour le comparer au procédé de M. Daguerre. Mais le résultat obtenu par M. Bayard est d’une finesse exquise, d’une harmonie, d’une douceur de lumière que la peinture n’atteindra jamais sans doute. »

Un mois avant la reconnaissance officielle du daguerréotype, Bayard a donc déjà une maîtrise suffisante de son procédé pour en faire des démonstrations remarquées. Le 11 novembre 1839, il dépose à l'Académie des sciences, qui l'enregistre, un paquet cacheté « procédé de photographie sur papier ». Mais il est trop tard.

### La première mise en scène photographique

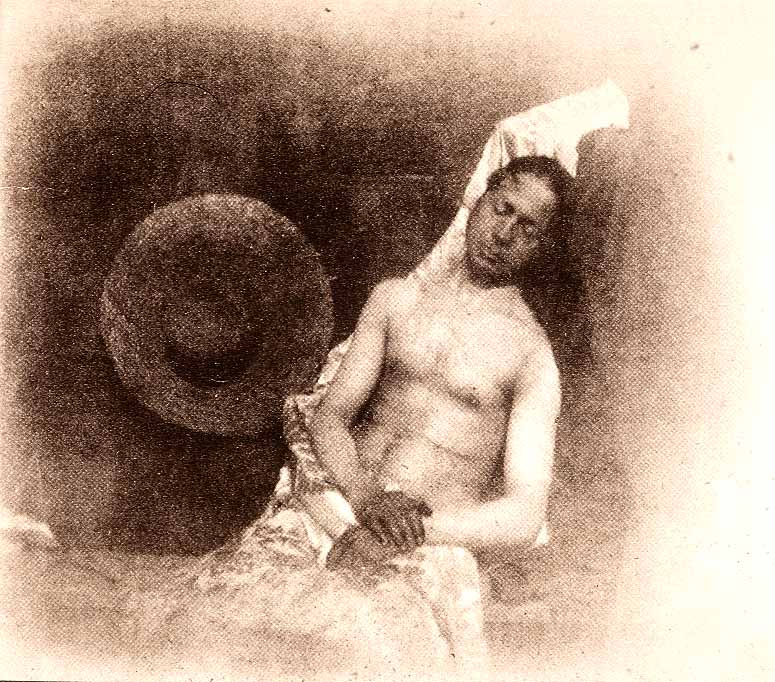
La première mise en scène photographique :
La « noyade » de Bayard en 1840.

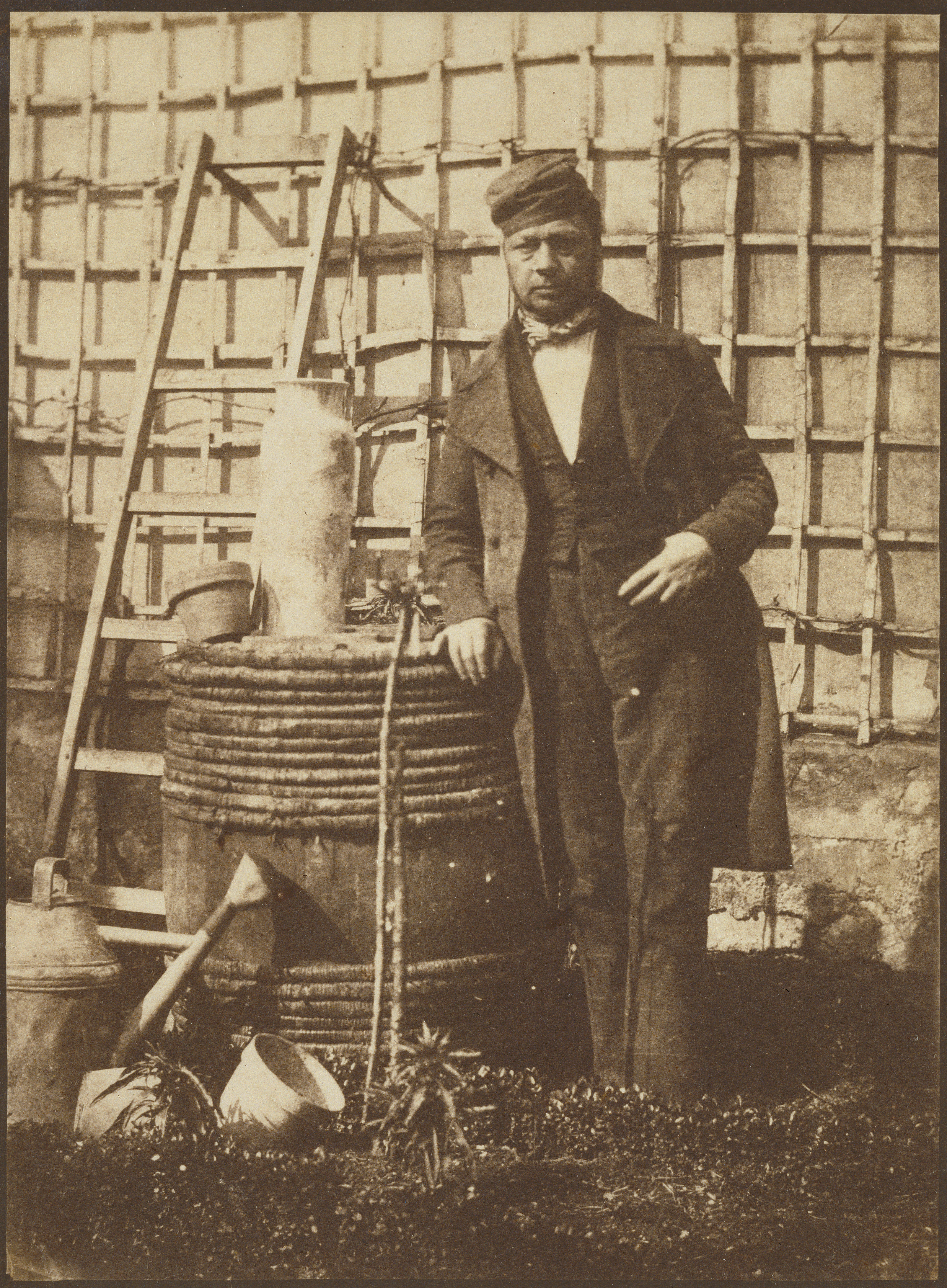
Autoportrait dans le jardin (1847), Los Angeles, Getty Center.

La France revendique pleinement l'invention de la photographie en soutenant haut et fort la paternité de Daguerre, mais le procédé mis au point par Bayard diffère profondément. L'Académie des sciences est embarrassée par cette deuxième invention. François Arago, promoteur de Daguerre et de son procédé, ne l'encourage pas. Bayard se tourne alors vers l'Académie des beaux-arts qui le reçoit mieux, mais sans le soutenir véritablement. Entre-temps, l'Anglais William Henry Fox Talbot a inventé un procédé de négatif-positif, supérieur à celui de Bayard, qui se voit relégué au deuxième plan.
En juin 1839, Bayard reçoit 600 francs de l'État français pour s'équiper en matériel photographique (alors qu'une rente annuelle de 10 000 francs au total est versée à Jacques Daguerre et à Isidore Niépce, le fils de Nicéphore). En février 1840, il révèle sommairement en quoi consiste son procédé permettant d'obtenir un positif direct dans une lettre à l'Académie des sciences. Mais le daguerréotype est en plein essor, Bayard ne fera ouvrir le paquet cacheté qu'il a déposé en 1839 à l'Académie des sciences qu'en février 1841, à l'occasion d'une dispute de priorité avec Talbot, et son apport reste méconnu.
Bayard décide alors de se noyer, mais uniquement, et c'est là sa deuxième idée de génie, « photographiquement ». En octobre 1840, il se met en scène en noyé sur une photographie au dos de laquelle il écrit :

« Le cadavre du Monsieur que vous voyez ci-derrière est celui de M. Bayard, inventeur du procédé dont vous venez de voir ou dont vous allez voir les merveilleux résultats. À ma connaissance, il y a à peu près trois ans que cet ingénieux et infatigable chercheur s'occupait de perfectionner son invention.

L'Académie, le Roi et tous ceux qui ont vu ces dessins que lui trouvait imparfaits les ont admirés comme vous les admirez en ce moment. Cela lui fait beaucoup d'honneur et ne lui a pas valu un liard. Le gouvernement qui avait beaucoup trop donné à M. Daguerre a dit ne rien pouvoir faire pour M. Bayard et le malheureux s'est noyé. Oh ! instabilité des choses humaines ! Les artistes, les savants, les journaux se sont occupés de lui depuis longtemps et aujourd'hui qu'il y a plusieurs jours qu'il est exposé à la morgue personne ne l'a encore reconnu ni réclamé. Messieurs et Dames, passons à d'autres, de crainte que votre odorat ne soit affecté, car la figure du Monsieur et ses mains commencent à pourrir comme vous pouvez le remarquer. »

En 1840, un an à peine après l'invention officielle de la « photographie », Bayard inventait avec humour la « fiction photographique ».

### Un photographe actif
Le procédé de positif direct de Bayard resta une expérience isolée qu'il fut seul à pratiquer. Malgré ses déboires initiaux, Bayard continuera cependant à être un photographe actif et productif. À partir de 1840, il utilise lui-même beaucoup le calotype, le procédé de négatif-positif inventé par Talbot.
Il est membre fondateur de la Société héliographique en 1851, puis de la Société française de photographie en 1854.
En 1851, il fait partie des cinq photographes de la Société héliographique mandatés par la Commission des monuments historiques pour recueillir des photographies de bâtiments historiques que la commission souhaite préserver ou restaurer. Il est envoyé en Normandie au titre de cette Mission héliographique. Toutefois, aucune prise de vue n'a été retrouvée.
Bayard est aussi le premier à avoir eu l'idée de combiner deux négatifs séparés, l'un pour le ciel et les nuages, l'autre pour le paysage, afin de composer une épreuve positive bien exposée avec un ciel moutonné de nuages. Les méthodes de « ciels rapportés » ont commencé à être utilisées dans les années 1850. Gustave Le Gray reprendra cette technique pour ses marines.
Du début de 1860 à 1866, il ouvre un atelier avec Bertall, avec lequel il avait déjà collaboré dès 1855 dans l'atelier Bayard et Bertall, au 15 bis, rue de la Madeleine à Paris.

## Récompenses et distinctions
- Médaille d'argent à l'exposition de Paris en 1849[N 1].
- Chevalier de la Légion d'honneur[N 2] Mais de son dossier « Bayard », sur Leonore (consulté le 26 février 2014), il ne reste que la couverture, sans prénom, sans date de naissance, avec seulement la date du décès (mai 1887) et une qualité : « photographe à Paris ».

## Expositions
- 25 novembre 1959 - 3 janvier 1960 : Hippolyte Bayard, ein Erfinder der Photographie. Aus der Sammlung der Société française de photographie, Musée Folkwang, Essen.
- 1989 - 1990 : Pionniers méconnus de la photographie : Hippolyte Bayard / Louis Ducos du Hauron, Musée des douanes, Bordeaux.
- 10 décembre 1986 - 18 janvier 1987 : Hippolyte Bayard : naissance de l'image photographique, Maison de la culture, Amiens ; puis 8 avril - 31 mai 1987 ; Palais de Tokyo, Paris[10].
- 19 septembre - 29 novembre 2015 : Taches & traces : premiers essais photosensibles d'Hippolyte Bayard, Galerie nationale de la tapisserie, Beauvais (exposition présentée pendant les Photaumnales 2015).

## Hommages
L'école primaire publique de Breteuil-sur-Noye porte le nom d'école Hippolyte-Bayard.